# Fur Formationen
|  | Sammenskrivningsforslag Artiklerne Moler, Fur Formationen er foreslået sammenskrevet. (Siden august 2017) Diskutér forslaget |

Fur Formationen  er en geologisk formation fra tidlig Eocæn (Ypresian) -  56.0-54.5 millioner år, der kan ses i den centrale del af Limfjordsområdet fra Silstrup og Mors i vest til Fur og Ertebølle i øst. Fur formationen er eksponeret i råstofgrave og mange kystklinter i området, med Hanklit på Mors og Knudeklint på Fur som de bedst kendte lokaliteter, hvor Fur Formationen kan ses.

## Geologi
Fur Formationen er en geologisk formation aflejring under marine forhold. Den er ca. 60 meter tyk leret diatomit der består af diatomeer og lermineraler og mere end 180 lag af vulkansk aske. På dannelsestidspunktet var området dækket af et 200-400 meter dybt hav, og den nærmeste kyst lå sandsynligvis et sted oppe i det nuværende Norge, 150-200 km mod nord. 
I Danmark bliver Fur Formationen oftest omtalt under det uformelle navn "moler". I gennemsnit består Fur Formationen af 2/3 kisel, stammende fra diatomeer og 1/3 lermineraler med indlejrede lag af vulkansk aske og enkelte horisonter med kalkstens konkretioner der blandt fossilsamlere omtales som cementsten.
Navnet cementsten skyldes, at man tidligere anvendte dem til fremstilling af cement. Cementsten er dannet ca. ½ - 1½ meter nede under havbunden, hvor moleret blev aflejret. Cementsten dannes når kalkholdigt vand presses ud af det bløde slam og kalken afsættes i sedimentet.

### Led
Fur Formationen kan inddeles i to dele også kaldet led:
Den nedre del af formationen - Knudeklint Led, er navngivet efter en lokalitet på Fur. Den er knap 40 meter tyk og omfatter de negativt nummererede askelag.
Den øvre del af formationen - Silstrup Led er navngivet efter Silstrup Hoved på Thy. Den er godt 25 m tyk og omfatter de positive nummererede askelag.

### Askelag
Mere end 200 askelag af overvejende basaltisk sammensætning er blevet fundet i Fur Formationen. Belgiske forskere opdagede som dei første, i forbindelse med et studie af cementsten i 1883, at de mørke lag i Fur Formationen var vulkansk aske. Tidligere havde man fejlagtig troet at lagene muligvis bestod af kulholdig sand.
O. B. Bøggild gav i 1918 askelagene numre, og inddelte dem i en nedre „negativ askeserie“ bestående af spredtliggende lag, nummereret nedad -1 til -39, og en øvre „positiv askeserie“ med mere tætliggende lag, nummereret opad +1 til +140
Sammenligninger med askelag fundet i olieboringer i Nordsøen, indikerer at Fur Formationen blev aflejret samtidigt med Sele Formationen og Balder Formationen i Nordsøen. Askelagene er også blevet fundet andre steder i Danmark, England, Østrig og Biscayabugten, der ligger mellem Frankrigs vestkyst og Spaniens nordkyst. 
Den vulkanske aske i Fur Formationen stammer fra dengang, hvor den europæiske og den amerikanske kontinentalplade gled fra hinanden, hvorved Nordatlanten blev dannet og den midtatlantiske ryg opstod. De vulkaner der ses spor efter lå derfor 1200-1500 km væk. Beregninger har vist at den samlede mængde af aske fra de udbrud der kan ses i Fur Formationen har været omkring 21.000 km³.
De mest kraftfulde vulkanudbrud (askelag +19) skete for ca. 54 millioner år siden. I dette ene udbrud udspyede vulkanerne 
ca. 1.200 km³ aske og andet vulkansk materiale, hvilket selv i et geologisk historisk perspektiv må betegnes som værende et meget stort udbrud. 
- Lyst moler og lag af mørkt vulkansk aske.
- Nedlagt råstofgrav.
- Knudeklint på Fur.
- Moler med lag af vulkansk aske

## Fossiler
Fur Formationen er kendt for at have en stor diversitet af meget velbevarede fossiler af bl.a. fisk, insekter, fugle, planter, havslanger, skildpadder og diverse bunddyr.
Noget af det unikke ved Fur Formationens fossiler er at de repræsenterer både landlevende og havlevende former. De er derfor også en meget pålidelig kilde til rekonstruktion af palæontologi. Siden indførelsen af Danekræ ordningen i 1990, har Fur Formationen været det jordlag i Danmark hvor der er fundet flest Danekræ. Disse kan ses udstillet på Fossil- og Molermuseet, Fur Museum og på Geologisk Museum.
Fur Formationen er aflejret lige over Paleocæn-Eocæn grænsen, for ca. 55 millioner år siden, og dens indhold af tropiske og subtropiske flora indikerer at klimaet efter Paleocæn-Eocæn termalmaksimum (PETM) var moderat varm (ca. 4-8 °C varmere end i dag).

### Insekter
Stor insektfauna med mere end 200 kendte arter, hvoraf mange er de ældste kendte eksemplarer fra deres familier. Mange af fossilerne er meget velbevarede har bl.a. bevaret farveaftegninger på vingerne, øjelinser med mere. Den store diversitet af insekter der suger plantesaft, indikerer at der har i Skandinavien har været en frodig vegetation med mange forskellige arter.
- Ørentvist (Dermaptera)
- Skorpionflue (Mecoptera)
- Bredtæge (Pentatomidae)
- Snyltehveps (Hymenoptera)
- Kæmpemyrer Ypresiomyrma rebekkae holotype
- 2 fluer og 1 stankelben (diptera)
- Stikmyg (diptera)
- Guldøje (Neuroptera)

### Fisk
Der kendes over 60 arter af benfisk fra Fur Formationen og over 15 forskelige arter af bruskfisk. Den mest almindelige fisk er en slægtning til nutidens guldlaks, den kunne blive op til 10 cm. lang. Den næstalmindeligste fossile fisk er en slægtning til nutidens smelt. Som hos insekterne er flere af fiskene de ældste kendte eksemplarer fra deres familier. 
- Guldlaks. Den almindeligste fisk
- Antigonia - Havgalt
- Polymixiid - Barbudo
- Havaborre
- Palaeocentrotus

### Krebsdyr
Der er ikke fundet mange arter af krebsdyr i Fur Formationen. Der er kendeskab til en lille, formodentlig svømmende, krabbe, langhalse, tanglus og de eneste fossile arter af rejer i Danmark.
- Reje Penaeus hamleti
- Krabbe Portofuria enigmatica
- Hornreje Morscrangon acutus

### Krybdyr
Der kendes flere forskellige arter af havskildpadder fra Fur Formationen..I en af dem, en stor læderskildpadde (Eosphargis breineri)
er der blevet fundet spor efter bevarede bløddele og hud pigmentering 
Flere velbevarede eksemplarer af havskildpadder er blevet fundet i Fur formationen, hvor af 2 er blevet bestemt til at være helt nye arter af slægten Tasbacka 

Der er også fundet fossile rester af havslanger i Fur Formationen. 
- Leatherback turtle Eosphargis breineri Afstøbning af kraniet, hos  Geological Museum i Copenhagen.
- Hav skildpadde Tasbacka danica <komplet fossil baby hav skildpadde. Længde 10.5 cm
- Hvirvler fra havslange Palaeophis sp.

- Palaeophis (Havslange)[15][16]
- Eosphargisbrenieri (læderskildpadde) )[12]
- Cheloniidae

- †Puppigerus

- Glarichelys[18]
- Puppigerus[18]

### Fugle
Den tidligste tertiære fauna med over 30 arter, nogle næsten bevaret i 3D og endda med fjer. De fleste er de tidligst kendte inden for deres orden. Alle har været landlevende fugle. 
- Fuglehovede med fjer - Danekræ nr. 200
- Fugleskelet fra Fur Museums samling.
- Fugl  (Charadriiformes) fra Fur Formationen.

- †Lithornithiformes[22]
- Galliformes[23]
- Gruiformes

- Rallidae
- †Messelornithidae

- Apodiformes (Swifts)
- Charadriiformes[25]
- Psittaciformes[26]
- Musophagiformes
- Coliiformes[27]
- Strigiformes
- Caprimulgiformes
- Coraciiformes
- Trogoniformes

- Primoscenidae